# تمرير (مشهد)

تمرير مناظر

التمرير في شاشات الحاسوب وصناعة الأفلام والإنتاج التلفزيوني وشاشات العرض الحركية الأخرى هو تمرير النص أو الصور أو الفيديو عبر شاشة عرض، عموديًا أو أفقيًا. التمرير على هذا النحو لا يغير توضيب النص أو الصور ولكنه يحرك (أفقيًا ‏ أو عموديًا) ما يراه المستخدم عبر ما يبدو أنه صورة أكبر لا يمكن رؤيتها بالكامل في صورة واحدة. قد يجري التمرير دون تدخل المستخدم (كما هو الحال في الأفلام) أو على جهاز تفاعلي، يُدار بشاشة اللمس أولضغط على مفتاح أو زر ويستمر دون تدخل إضافي حتى يتخذ المستخدم إجراءً آخر، أو تتحكم به أجهزة الإدخال كاملًا.